# Gagarinite-(Y)
La gagarinite-(Y) è un minerale. Fino al 1987 era conosciuta come gagarinite.